# 에이리언: 커버넌트
《에이리언: 커버넌트》(영어: Alien: Covenant)는 리들리 스콧이 감독 및 제작을 맡고 존 로건과 단테 하퍼가 각본을 쓴 2017년 사이언스 픽션 액션 공포 영화이다. 《에이리언》 프리퀄 시리즈의 두 번째 작품으로, 2012년 영화 《프로메테우스》의 속편이자 스콧이 감독한 세 번째 《에이리언》 영화이다. 마이클 패스벤더가 전작에 이어 출연하며 그 외 캐서린 워터스턴, 빌리 크루덥, 대니 맥브라이드와 데미안 비치르가 연기했다. 식민지선에 탑승한 선원들이 미발견 행성에 착륙해 미지의 생물체와 조우하는 이야기를 그렸다.
《에이리언: 커버넌트》는 2017년 5월 4일 런던 상영회에서 처음 상영됐으며, 같은 해 5월 12일에 영국, 5월 19일에 미국에서 정식으로 개봉됐다. 언론에서 대체적으로 긍정적인 평가를 받았으나 박스 오피스 흥행은 미진했다. 예산은 홍보비를 제외해 약 1억 달러로 추산되나 전세계 수익은 2억 4천만 달러에 그쳤다.

## 출연
- 마이클 패스벤더 - 월터 (에이리언 시리즈) - 데이빗 8
- 캐서린 워터스턴 - 대니얼스
- 빌리 크루덥 - 크리스토퍼 오럼
- 대니 맥브라이드 - 테네시
- 데미안 비치르 - 로프 병장
- 카먼 이조고 - 커린 오람
- 캘리 허낸데즈 - 업워스
- 에이미 세이메츠 - 패리스
- 테스 하우브릭 - 로즌솔
- 주시 스몰렛 - 릭스
- 너새니얼 딘 - 핼릿 병장
- 벤저민 리그비 - 레드워드
- 로렐라이 킹 - 마더 (목소리)
- 골란 D. 크류트 - 제노모프 / 네오모프
- 앤드류 크로포드 - 네오모프
- 알렉산더 잉글랜드 - 앙코
- 제임스 프랭코 - 제이컵 브랜슨
- 가이 피어스 - 피터 웨일랜드
- 누미 라파스 - 엘리자베스 쇼
- 울리 라푸케투, 맷 스칼레티
- 하비에르 보테트 - 에일리언